# سودان، مینه‌سوتا
سودان (به انگلیسی: Soudan) یک منطقهٔ مسکونی در ایالات متحده آمریکا است که در شهرستان سنت لوئیس، مینه‌سوتا واقع شده‌است. سودان ۴۴۶ نفر جمعیت دارد و ۴۳۷٫۰۹ متر بالاتر از سطح دریا واقع شده‌است.